# Езех, Нкеирука Хилариевна
Нкеиру́ка (Ки́ра) Хила́риевна Е́зех (род. 17 октября 1983, Москва) — российская кёрлингистка, заслуженный мастер спорта, трёхкратная чемпионка Европы, участница четырёх зимних Олимпийских игр, 14-кратная чемпионка России. Самая титулованная кёрлингистка России.

## Биография
Нкеирука Езех родилась в Москве. Её отец — нигериец Хилари Езех — учился в Московском государственном университете. После получения диплома в 1985 году отец Нкеируки вернулся в Нигерию, а сама она с матерью Эльвирой Константиновной (чувашкой по национальности) осталась в Москве.
В 14-летнем возрасте Езех начала заниматься кёрлингом в ЭШВСМ «Москвич» у тренера Ольги Андриановой, а уже через два года впервые стала чемпионкой России в составе московского «Динамо» (скип Нина Головченко). Всего 14 раз побеждала в женском чемпионате России в составе различных команд клуба «Москвич». По этому показателю Езех является рекордсменкой в отечественном кёрлинге.
С 2000 по 2005 годы выступала за молодёжную сборную России, а в декабре 2000 года дебютировала в национальной сборной России. За это время приняла участие в четырёх зимних Олимпийских играх, 15-ти чемпионатах мира, 16-ти чемпионатах Европы, трёх зимних Универсиадах. Четырежды на этих официальных международных соревнованиях она выигрывала золотые медали и ещё 8 раз — серебряные и бронзовые. С 2002 по 2007 в сборной выступала на позиции вице-скипа, с 2008 года — свипер.
16 июля 2010 года Нкеируке Езех было присвоено звание заслуженный мастер спорта России. Кроме неё это звание было присвоено и Ольге Жарковой. Обе спортсменки стали первыми заслуженными мастерами спорта России по кёрлингу.
Выпускница Московского авиационного института по специальности инженер-программист.

## Достижения

### Со сборными
- Трёхкратная чемпионка Европы — 2006, 2012, 2015;
  - Серебряный призёр чемпионата Европы 2014;
  - Бронзовый призёр чемпионата Европы 2011.
- Серебряный призёр чемпионата мира 2017;
  - Трёхкратный бронзовый призёр чемпионатов мира — 2014, 2015, 2016.
- Четырёхкратная участница Олимпийских игр — 2002, 2006, 2010, 2014.
- Чемпионка зимней Универсиады 2003 в составе студенческой сборной России;
  - Серебряный призёр зимней Универсиады 2007;
  - Бронзовый призёр зимней Универсиады 2009.

### С клубами
- 16-кратная чемпионка России[7] — 1999, 2001, 2002, 2003, 2004, 2005, 2007, 2008, 2009, 2010, 2012, 2014, 2015, 2016, 2018, 2022
  - трёхкратный серебряный призёр чемпионатов России — 2000, 2011, 2013.
  - двукратный бронзовый призёр чемпионатов России — 2017, 2024.
- четырёхкратный обладатель Кубка России среди женщин — 2007, 2009, 2011, 2021
  - трёхкратный бронзовый призёр Кубка России среди женщин — 2010, 2012, 2013.
- Серебряный призёр чемпионата России среди смешанных команд 2022.
- Бронзовый призёр чемпионата России среди смешанных команд 2021.
- Обладатель Кубка России среди смешанных команд — 2010;
  - трёхкратный серебряный призёр Кубка России среди смешанных команд — 2011, 2012, 2022.
- Двукратная чемпионка России среди смешанных пар — 2021, 2023.
  - бронзовый призёр чемпионата России среди смешанных пар — 2025.
- Обладатель Кубка России среди смешанных пар — 2021;
  - серебряный призёр Кубка России среди смешанных пар — 2023;
  - бронзовый призёр Кубка России среди смешанных пар — 2022;

## Награды
- Заслуженный мастер спорта России[6].
- Почётная грамота Министерства спорта Российской Федерации (4 декабря 2015) — за успешное выступление спортивной сборной команды Российской Федерации на чемпионате Европы по кёрлингу в городе Эсбьерге (Дания)[8].